# San Baltazar Yatzachi el Bajo
San Baltazar Yatzachi el Bajo är en kommun i Mexiko.   Den ligger i delstaten Oaxaca, i den sydöstra delen av landet, 400 km sydost om huvudstaden Mexico City. Antalet invånare är 677. Arean är 48 kvadratkilometer.
Terrängen i San Baltazar Yatzachi el Bajo är huvudsakligen kuperad, men söderut är den bergig.
Följande samhällen finns i San Baltazar Yatzachi el Bajo:
- Yatzachi el Alto
- San Jerónimo Zoochina